# Ексетер (Илиноис)
Ексетер (енгл. Exeter) град је у америчкој савезној држави Илиноис.

## Демографија
По попису из 2010. године број становника је 65, што је 5 (-7,1%) становника мање него 2000. године.
| Група             | 2000.      | 2010.      |
| Белци             | 69 (98,6%) | 64 (98,5%) |
| Афроамериканци    | 0 (0,0%)   | 0 (0,0%)   |
| Азијати           | 0 (0,0%)   | 0 (0,0%)   |
| Хиспаноамериканци | 0 (0,0%)   | 0 (0,0%)   |
| Укупно            | 70         | 65         |